# Xu Daolin
Xu Daolin (chinesisch 徐道鄰 / 徐道邻, Pinyin Xú Dàolín, W.-G. Hsü Dau-lin; * 4. Dezember 1907 in Tokio; † 24. Dezember 1973 in Seattle) war ein chinesischer Rechtsgelehrter und Hochschullehrer in China, Taiwan und den Vereinigten Staaten.

## Leben
Xu Daolins Vater war der General und führendes Mitglied der Anhui-Clique Xu Shuzheng (徐樹錚,  Xú Shùzhēng,  Hsü Shu-cheng; 1880–1925), seine Mutter Xia Xuan (夏萱,  Hsia Hsuan; 1878–1956). 1910 kehrte seine Familie nach China zurück. Nachdem er die deutsche Sprache erlernt hatte, studierte er in Heidelberg, Frankfurt und Genf. Während dieser Zeit verfasste er Artikel in der deutschsprachigen sinologischen Fachzeitschrift Sinica über Guan Zhong und Du Fu. 1929 begann er sein Jurastudium in Berlin. 1931 promovierte er mit seiner Dissertationsschrift Das Geltungsproblem im Verfassungsrecht. 1932 verfasste er eine Monographie zur Verfassungsumwandlung. Im selben Jahr kehrte er nach China zurück, wo er erst Sekretär Chiang Kai-sheks wurde, dann von 1938 bis 1941 Geschäftsträger in Italien und von 1942 bis 1944 Abteilungsleiter im Personalministerium, 1945 Direktor für politische Angelegenheiten des Exekutiv-Yuan, 1947 Generalsekretär der Provinz Taiwan und von 1948 bis 1949 Generalsekretär der Provinz Jiangsu.
Daneben lehrte er an Universitäten: 1944–1945 an der National Central University in Chongqing, 1947–1949 an der Tongji-Universität in Shanghai, wo er auch Dekan war, von 1954 bis 1958 chinesisches und römisches Recht an der Nationaluniversität Taiwan und von 1958 bis 1962 an der Tunghai-Universität. Von 1962 bis 1965 war er Gastprofessor an der University of Washington in Seattle, von 1965 bis 1966 an der Columbia University, von 1966 bis 1970 an der Michigan State University und danach als ordentlicher Professor an der University of Washington. Er verstarb 1973 in Seattle.

## Schriften
- Die Chinesische Liebe. Sinica 6, 1929.
- Introduction to T'ang Law. Chungking: Chung-hua 1945, S. 94.
- Introduction to Semantics. [In Chinese] Hong Kong: Union Publishers 1957, S. 218.
- The Benevolent Government of the Early Chou Emperors. Tunghai Journal I, 1959
- The Life of General Hsu Shu-tseng. Commercial Press, Taipeh, 1962, S. 331.
- Crime and Cosmic Order. Harvard Journal of Asiatic Studies 0, 1970, S. 111–125.
- The Myth of the 'Five Human Relations' of Confucius. Monumenta Serica 29, 1970–71, S. 37.